# Adolf Aulin
Johan Adolf Aulin (i riksdagen kallad Aulin i Eskilstuna), född 6 november 1836 i Överselö socken, död 3 juli 1904 i Eskilstuna, var en svensk disponent och politiker (liberal).
Adolf Aulin var bokförare, kassör och senare disponent på fabriksfirman Gustaf Eriksson (nuvarande Gense) i Eskilstuna. Han var aktiv i nykterhetsrörelsen och var bland annat chef för Södermanlands läns distrikt av IOGT.
Han var riksdagsledamot i andra kammaren 1891–1899, fram till 1896 för Eskilstuna och Strängnäs valkrets och från 1897 för Eskilstuna stads valkrets. Han var från början partilös, men från 1895 och framåt tillhörde han den liberala partigruppen Folkpartiet. I riksdagen engagerade han sig bland annat för stärkt mönsterskydd och för statsbidrag till föreläsningar riktade till arbetare.